# 2011年臺灣塑化劑事件
2011年臺灣發生食品安全問題事件，又稱為塑化劑事件，傳媒稱塑毒風波、塑化劑或塑毒風暴等。起因為市面上部分食品遭檢出含有塑化劑，進而被發現部分上游原料供應商在常見的合法「起雲劑」中，使用廉價的工業用塑化劑（非食用添加物）撙節成本。除了最初被披露的飲料商品外，影響範圍亦擴及糕點、麵包和藥品等。相關政府機關在事件爆發後，明訂2011年6月起，若相關食品未完成自我檢驗，一律禁止販售。
由於對台灣社會影響甚大，該事件常與2008年中國大陆的「三聚氰胺事件」相提並論；然而部份專家從日攝取量上限的角度指出涉及的塑化劑的毒性是三聚氰胺的20倍，是30年来最嚴重的食品安全事件（亦有未具名學者從半數致死量出發認為是0.1倍者）。

## 起因
以塑化劑取代棕櫚油製成的起雲劑，早在1980年代前就已出現在台灣市面上，因這類起雲劑顏色純白、保存期限比棕櫚油配方的起雲劑長6、7個月，且能夠稀釋飲品的份量也更大，因此不少起雲劑製造商紛紛跟進，尋求這款非法配方。以棕櫚油製成的起雲劑不僅顏色偏黃，當存放一段時間後還會有油臭味產生，產品穩定度較差；塑化劑則穩定度較高，價格更是便宜5倍之多，而逐漸在市場上取得優勢。
雖然塑化劑可合法的添加於保特瓶等食品容器，在很早以前各國就已經有人呼籲重視食品及醫療容器溶出的塑化劑DEHP（邻苯二甲酸二(2-乙基己)酯），認為合法的極微量DEHP就會有不良影響，但此事件是直接將DEHP當成食品添加劑，含量遠高於過去測量的溶出量。DEHP比三聚氰胺毒上3.5倍或20倍，不只造成生殖毒性，甚至有致癌危險。不肖業者加入塑化劑，勢必影響民眾健康。
各上游食品廠為了壓低成本而層層轉包、由於台灣通路遠較食品生產者強勢，不斷擠壓利潤空間，上架費可能佔去產品行銷費用的一半以上，並要廠商配合通路促銷吸收折扣及通路廣告成本等。食品廠礙於成本的壓力下，業者就有可能從原料降低成本，讓便宜的不明添加物進入供應鏈。

### 法律管制
由於法律管制寬鬆，因而減少黑心商人違法使用塑化物的難度。
民國 64 年 01 月 28 日訂定

第十三條：

左列物品，非經中央主管機關查驗登記並發給許可證，不得製造或輸入、輸出：

一、食品添加物。

二、經中央主管機關指定公告之食品及食品器具、容器或包裝。

民國 72 年 11 月 11 日修正

第十四條：

左列物品，非經中央主管機關查驗登記並發給許可證，不得製造、加工、調配、改裝或輸入、輸出：

一、食品添加物。

二、經中央主管機關公告指定之食品、食品用洗潔劑及食品器具、食品容器或包裝。

台灣為與國際接軌、避免貿易障礙之嫌，取消食品添加物列管，1999年6月29日由前行政院長蕭萬長提案，2000年1月14日立法院三讀通過，2000年2月9日公布實施。修改後條文。：

民國 89 年 02 月 09 日修正

第十四條：

經中央主管機關公告指定之食品、食品添加物、食品用洗潔劑、食品器具、食品容器及食品包裝，其製造、加工、調配、改裝、輸入或輸出，非經中央主管機關查驗登記並發給許可證，不得為之。登記事項有變更者，應事先向中央主管機關申請審查核准。

前項許可之撤銷、許可證之發給、換發、補發、展延、移轉、註銷及登記事項變更之管理辦法，由中央主管機關定之。

第一項之查驗登記，得委託其他機構辦理；其委託辦法，由中央主管機關定之。

2000年9月28日，衛生署署長李明亮公告，免除食用香料及複方食品添加物之查驗登記。

公告條文：
一、自公告日起免除食用香料及複方食品添加物（以食品添加物使用範圍及用量標準收載之品目為主原料，再調配食品原料或其他法定食品添加物而製成之混合調製品）之查驗登記。

民國 91 年 01 月 30 日修正

第十四條：

經中央主管機關公告指定之食品、食品添加物、食品用洗潔劑、食品器具、食品容器及食品包裝，其製造、加工、調配、改裝、輸入或輸出，非經中央主管機關查驗登記並發給許可證，不得為之。登記事項有變更者，應事先向中央主管機關申請審查核准。

前項許可證，其有效期間為一年至五年，由中央主管機關核定之；期滿仍需繼續製造、加工、調配、改裝、輸入或輸出者，應於期滿前三個月內，申請中央主管機關核准展延。但每次展延，不得超過五年。

第一項許可之廢止、許可證之發給、換發、補發、展延、移轉、註銷及登記事項變更等管理事項之辦法，由中央主管機關定之。

第一項之查驗登記，得委託其他機構辦理；其委託辦法，由中央主管機關定之。

由於塑化劑的列管升級，將使塑膠產業提高成本（儲存或運送應由專人管理、與自備相關的災害防護設施），況且塑膠產業及環保署認為塑化劑在正常使用下已經有很高的安全性、提升塑化劑的列管層級只是浪費資源；而當初的提議也只有針對DEHP，沒有針對其他類似塑化劑。故否決提升管制DEHP至第一級或第二級的提議。而後統一LP33膠囊被消費者送驗時，驗出第一級毒物DNOP，可以證明要避免黑心商品，要用其他方法。

### 食品檢測及把關
- 因應三聚氰胺事件，衛生署成立食品藥物管理局；但給食品藥物管理局的人力編制過少、預算過低，淪為用來安撫當時民心的工具，以致於自2008年三聚氰胺事件後到2011年塑化劑事件爆發前，沒人發現食品中早被違法摻有過量塑化劑。[14]
- 依照統一企業在2009年的文宣[15]，法令尚僅規範包裝材質溶出污染，統一企業於文中宣稱食品安全監測涵蓋面大於法令範圍將塑化劑納入規範及檢測範圍，塑化劑必須依靠廠商自主檢測，但2011年數樣產品仍然被驗出含有塑化劑。
- 食品生產履歷沒有成功建立，食品履歷會讓所有人都可以輕易的查出食品各原料的產地、來源及經手過程，也可以幫助食品銷售歐洲日本，這樣的資料可以讓政府及廠商在數小時內就可以把所有有問題的食品下架；但食品履歷的建立需要相當大的決心及資源。
- 台灣食品安全學者專家於2011年6月21日達成初步共識，將比照歐盟標準（其依據科學證據，針對5種常用塑化劑定出每人、每日、每公斤體重容忍值〈TDI〉，塑化劑DEHP容忍值是50微克、DBP容忍值是10微克、DIDP及DINP容忍值是150微克、BBP容忍值是500微克）。[16]

第一道防線：訂定每人每日每公斤的塑化劑容忍值（目前參考歐盟標準值）。
第二道防線：訂定嬰兒食品與包裝飲料等食品的塑化劑限量標準。（塑化劑背景值調查，一年內完成。依此資料進行麵包等主食類訂出限量標準）
第三道防線：食品負面履歷。（預計2011年8月起建立，至今已無消息）
長遠目標：食品履歷與毒性化學物履歷接軌，可使相關物流，均有跡可循，來源流向均可追蹤掌握。

### 無視警告
- 醫學界早已研究出臺灣人體內塑化劑含量過高，但臺灣沒有應對問題。[17][18]
- 監察院對於相關安全事件已提出許多糾正案及改進建言，與該事件有關的是衛生署及縣市政府的食品藥物安全管理不佳，尤以人力不足、經費不夠、法令不嚴、執行不力四大困境，要求行政院及相關主管機關檢討。[19]

## 事件始末

### 爆發
- 2011年3月，行政院衛生署食品藥物管理局一位52歲女性技正（技術官員）楊明玉，執行行政院「加強取締偽劣假藥專案」時，原本只是為了檢驗食品是否違法摻雜安非他命或減肥西藥成分，將「康富生技中心股份有限公司」生產的「DDS-1 六淨元益生菌」[20]經薄層分析（TLC）儀器，再用氣相層析質譜儀檢驗後，雖然規定檢測的項目結果未含西藥，卻另外看到不正常波峰，意外發現了可疑異常訊號，比對數據後分析30餘種原料、包材，赫然發現DEHP，衛生署初步開始重視。[21][22]

- 再進行定量分析後，4月7日確認該產品竟含有高達600ppm的塑化劑DEHP，查獲起雲劑遭污染事件，衛生署行文台中市衛生局裁罰康富生技，但未對消費者公布警訊。
- 經過進一步分析，衛生署發現該益生菌產品使用的原料-優格粉 含有DEHP，追查優格粉的供應商「加川興業」後，發現原料來自「金饌生化科技有限公司」，5月16日確認金饌的起雲劑購自「昱伸香料有限公司」。
- 5月19日移送檢方調查，接著從昱伸追出更多使用含塑化劑DEHP的起雲劑的下游廠商[23][24][25]。

### 事态升级
- 2011年5月23日下午4時，食品藥物管理局召開記者會，說明1994年成立的昱伸香料公司，負責人賴俊傑販售攙有DEHP的起雲劑，危害各級食品。轉賣問題起雲劑的有協成化工、金饌生技，下游廠商則包括成偉食品（盛香珍）、台灣海洋深層水公司（Taiwan Yes）、台灣比菲多、名牌食品（悅氏）、家鄉公司（香吉士）、鮮茶道連鎖飲料店、長庚生物科技等[26]，甚至有上海市順大食品[27][28]。
- 2011年5月28日，塑化劑事件擴大，衛生署查獲新北市賓漢公司生產摻有塑化劑DINP（鄰苯二甲酸二異壬酯）的起雲劑。賓漢公司與昱伸香料師出同門[29]，且賓漢為統一公司長期配合廠商[30]，產品主要是流向統一企業、美達食品及泰華油脂三家廠商。可能受污染的產品為統一寶健運動飲料及蘆筍汁，華泰油脂可能受污染的產品則是代工生產的7-select低鈉運動飲料，可能使用昱伸或賓漢公司生產的有毒起雲劑廠商，由119家加為155家，可能受污染產品由371項增加為489項[31]
- 2011年6月5日，景岳、光惠兩家生技公司被驗出含塑化劑的產品多達18項，其中，含塑產品還包含知名的「欣樂亦康」[32]。
- 2011年6月7日已確定擴散至外燴、遊樂園、飯店等地，也爆出醫院用藥抗生素安滅菌也含有14~18ppm的DIDP。
- 2011年6月11日，民眾自行送驗發現統一出品的「LP33」膠囊含有DEHP、DNOP、DINP總共三種塑化劑，與統一公司公告的不含塑化劑內容不符。而這個膠囊是由景岳生技客製化代工[33]。

### D-Day
- 衛生署公告「塑化劑污染食品之處理原則」，將5月31日訂為黑心起雲劑的終止日（台灣媒體稱為「D-Day」），5大類食品（「運動飲料」、「果汁飲料」、「茶飲料」、「果醬、果漿或果凍」、「膠囊錠狀粉狀之型態」）若未能提出安全證明者將禁止販售[34]。
- 如使用起雲劑之產品，應於5月31日零時前提出「衛生署公布確認起雲劑未受塑化劑污染之供應商及其下游廠商（須檢附來源證明文件）」或「經衛生署食品藥物管理局公布可檢測食品塑化劑之實驗室之檢驗證明」任一文件為安全證明，否則禁止販售，違反者依法從重處罰[34]。

政府相關處置
- 超過 D-Day 仍發現販售問題產品者，可開罰30萬，情節重大者可停水權或撤照。
- 部分塑化劑未列管，環保署檢討是否提高列管層級。
- 持續銷毀作業：針對外界質疑銷毀進度緩慢，全部銷毀要費時1年。衛生署食品藥物管理局2011年7月4日晚間發布新聞稿澄清指出，持續銷毀遭塑化劑汙染食品，迄今為止共銷燬2,093.1公噸，尚有1,499.1公噸待銷毀，銷毀率已達58.3%，預計7月下旬可達96.8%，全數銷毀不需1年之久。[35]
- 對於統一企業LP33被驗出DNOP，政府到目前為止並沒有公告添加物來源、也沒有以對付昱伸及賓漢兩家公司的規格對付產品出現DNOP的廠商。
- 政府認為塑化事件暫告平息，行政院長吳敦義於2011年7月25日主持行政院食品藥品安全專案會報第2次會議時針對衛生署擬提出停止適用「塑化劑污染食品之處理原則」5大類產品檢附證明上架公告時表示研議細節及說帖向外界說明，以安定民心。[36][37]

境外進口事件
- 2011年6月14日衛生署食品藥物管理局副局長許銘能同日晚間指出，中國「禾博公司」輸入臺灣的「薑粉」等產品，被檢出塑化劑DIBP濃度高達33,100ppm（約等於每50公斤薑粉中約含1.5公斤塑化劑），衛生署已依法封存，這是首批進口食品被檢出塑化劑[38][39][40]。

門市或廠商常見的應對方式
- 出具供貨廠商提供的願負法律責任的聲明（未檢附檢驗報告）。
- 折價販售以加速出清庫存（未檢附檢驗報告）。
- 出具供貨廠商提供的檢驗報告（僅檢驗部分塑化劑或只檢驗一種塑化劑）。
- 在各大媒體廣告自清（電視廣告、報紙廣告）。
- 使用精確度較低的檢驗方法，並無法測到微量但仍有害的塑化劑（但無論是精確度較高或較低的方法，都有檢測設備人力供不應求的問題）。
- 僅自行送驗非完整銷售商品（銷售產品為膠囊但只送驗內裝之粉末內容物）。

### 影響持續擴大
- 食品GMP認證淪陷，已有9項GMP食品遭撤銷。
- 昱伸負責人賴俊傑，在中國廣東省亦有投資設廠「昱延」。[41]

### 消費者投诉
- 民眾向廠商退貨或求償遭受刁難，而向消基會申訴。到2011年6月15日為止，共受理了384件申訴案件。退貨遭業者刁難佔四成八，要求業者退款及求償約佔五成二，求償事項包括精神賠償，提供健檢、投保防癌險等。被申訴的廠商前幾名，最多是萃研工坊─古道乳鐵蛋白，多達96件，統一企業LP33膠囊和寶健運動飲料，共66件。景岳生技，被申訴了31件，消基會至今則接獲一131件申訴案，昨邀來二十家相關企業開會，要求業者接受調解仲裁，並提出一定金額成立專案的消保基金，賠償消費者，但沒有一家有正面回應。行政院消保會組長吳政學表示，統一被指條件最苛，要求消費者提出包裝盒和發票，缺一即不肯退貨。統一企業於6/14回應，消費者均可聯繫消費者服務中心，會依個案處理[42][43]。
- 受害消費者在facebook上成立「受害者家長聯合提告求償活動中心」[44]串聯要求賠償。國民黨籍立委陳根德擔任董事長的景岳、光惠兩家生技公司在2011年6月6日同時發表了重要公告，表明要對消費者提出告訴。成為該事件第一個要告消費者的含塑化劑產品的公司。[32]。
- 2011年6月10日，有網友發現景岳生技和光惠生技將原先[45]要對消費者提告的重要公告第四條刪除[46][47]。原先第四條公告為：對於網路不實指控、報導、詆毀部份，本公司已委託律師團隊即刻提出告訴並請求損害賠償。
- 2011年6月15日，消費者未拆封的統一LP33膠囊自行送驗，驗出DEHP 53.00ppm、DNOP 7.71ppm與DINP 77.47ppm，因購買LP33膠囊僅有三種方式，到康是美藥妝店訂購、統一超商與網路的7net通路[48]，統一企業擁有消費者的購買紀錄，因此要求統一企業調出相關消費紀錄，退費並正式向消費者道歉[49]。統一網站退貨說明中有不少「退貨限制」[50]，如要辦理退貨申請，須在2011/6/30前提出。未保留統一LP33 膠囊外包裝盒及LP33膠囊產品者，雖可在網站下載申請單傳真回覆，不過被認定資料填寫不全者，將無法受理退貨，也不會另行通知。無外包裝盒者退貨金額最高僅能以一盒計[51]。
- 2011年6月17日，統一轉變態度，於網站公告自6月17日起啟動全額退費專案，針對有訂購記錄之 LP33 會員進行退費服務，以示負責。原7-11及康是美門市則不再受理憑外包裝盒退貨事宜[52]。

### 刑事責任
- 2012年12月27日，最高法院維持台中高分院二審認定，昱伸香料公司負責人賴俊傑、簡玲媛夫婦以詐欺等罪判定有期徒刑15年、12年，併科罰金15萬、12萬元，昱伸公司判罰金2千4百萬元，販售塑化劑給昱伸的金童公司負責人判刑8年，金童公司判罰金1千6百萬元，全案定讞。[53][54]判決指出，昱伸為節省起雲劑製造成本，從1996年起，向金童買具毒性的塑化劑調製，十五年來共賣出約一百零二公噸有毒起雲劑和香料醬給十七家業者，再轉賣給下游廠商，添加在運動飲料等產品中。[55]
- 2013年5月16日，下游廠商金果王公司負責人，在事件爆發後明知昱伸香料公司的原料不得加入食品，仍持續販賣已作好的水蜜桃汁、鳳梨汁給廠商，直到檢警找上門，被押才停止出貨。最高法院依詐欺、違反《食品衛生管理法》等罪，判金果王公司負責人有期徒刑1年2月。[56]

### 民事責任
消基會提出團體訴訟，向多家廠商提出損害性求償24億，法院以塑化劑對人體無害，以及消費者不能提出證明為理由於2013年10月17日僅判賠120萬，最低賠償金額才9元，相較之下，統一食品以昱伸出售有毒的起雲劑，致公司多款產品下架銷毀、商譽受損，向昱伸公司及負責人賴俊傑求償8.9億元，法院於2013年12月4日判決昱伸要賠償統一1億3千多萬元。

## 違法添加物
鄰苯二甲酸二(2-乙基己)酯（DEHP）
- 許多台灣知名品牌飲料，被驗出產品中含有明文規定食品中不得添加的塑化劑鄰苯二甲酸二辛酯（DEHP），經食品藥物管理局追查發現是昱伸香料有限公司在合法的食品添加物起雲劑中違法加入第四類毒性化學物質的塑化劑，造成大規模食品污染。相關廠商被要求即日起將被污染的產品全面下架[59]。
- 2011年5月28日，盛香珍先否認後遭踢爆，證實有三款果凍產品內含塑化劑。[60]
- 塑化劑DEHP流向備受關切，生產大廠南亞塑膠被質疑去年（2010年）短報產量，被短報的塑化劑去向不明。南亞則強調，去年的產量皆已向環保署誠實申報 [61]。媒體報導，南亞塑膠2009年塑化劑DEHP產量申報33萬噸，但去年卻驟降至8.9萬噸。國內的塑化劑DEHP廠商只有三家，去年的總產量為10.9萬噸，還不到前年南亞33萬噸的1/3。針對外界質疑，南亞塑膠表示，南亞可塑劑廠年產能40萬噸，但2010年因市場景氣與9月至12月的歲修，各類塑化劑實際總產量約23.6萬噸。其中DEHP塑化劑生產量約9萬噸，銷售量約為10萬噸，均已遵照「毒物性化學物質管理法」規定辦理與申報，相關申報紀錄與環保署資料一致。

鄰苯二甲酸二異丁酯（DIBP）
- 台灣尚未列入檢驗範圍。
- 2011年6月2日，台灣生達化學製藥的抗胃酸藥「保胃懸乳液」，被澳門政府驗出含有塑化劑DIBP（鄰苯二甲酸二異丁酯），但澳門政府不願提供檢驗報告，業者稱原料來自國外與污染食品案無關，疑為包裝材料滲出。[62][63]
- 2011年6月14日衛生署食品藥物管理局副局長許銘能同日晚間指出，中國大陸「禾博公司」輸入臺灣的「薑粉」等產品，被檢出塑化劑DIBP，衛生署已依法封存，這是首批進口食品被檢出塑化劑。

鄰苯二甲酸二異壬酯（DINP）
- 2011年5月28日又有一家化學香料業者「賓漢公司」，其產製的起雲劑被檢出另含有「鄰苯二甲酸二異壬酯」簡稱DINP，它也是屬於塑化劑的一種（歐盟已將DINP列為“環境荷爾蒙”，美、日則尚未列為“環境荷爾蒙”，目前也未被環保署列為有毒物質），但是衛生署表示：DINP雖對動物的急性毒性比DEHP低，但動物實驗曾發現可能對肝臟具有毒性，而且也不能添加在食品中。
- 食品藥物管理局局長康照洲5月28日在記者會上表示：「DINP與DEHP雖然都是合法的塑膠製品塑化劑，但非合法的食品添加劑，DINP幾乎不會影響實驗動物的生殖或發育」，但在大鼠和小鼠長期飼養的研究中，發現DINP對肝臟及其他器官具有毒性，可能增加肝細胞腺瘤的發生機率。另外，歐盟及國際癌症中心目前尚未將DINP列為人類致癌因子。[64]
- 2011年5月28日，衛生署署長邱文達宣示自5月31日零時起，「運動飲料」、「果汁飲料」、「茶飲料」、「果醬、果漿或果凍」、「膠囊錠狀粉狀之型態」等五大類食品都必須提供安全證明才能上架，否則開罰 [65][66]。
- 2011年5月29日，新北市政府召開跨局處會議，並責成各相關局處總動員從下午起兵分4路清查疑含塑化劑產品，並證實有30所以上診所，提供病患搭配藥粉服用的糖漿也被塑化劑汙染。[67]
- 2011年5月31日，名牌食品隱瞞「悅氏柳橙汁12%」內含有黑心起雲劑，被開罰30萬元。[68]
- 2011年6月1日，知名飲料連鎖店「50嵐」的百香果濃縮液，被驗出含有塑化劑。[69]同日，知名飲料連鎖店「紅太陽」的百香果原料，被驗出含有DEHP 178.409ppm。[70]。
- 2011年8月3日，壹週刊532期報導，該媒體自行送驗的誠泰香菇拌醬、養生香椿醬、九福鳳梨酥、牛頭牌紅蔥肉燥、香椿炸醬……等食品皆驗出高量的DINP。食品業者說是包裝材料因高溫消毒導致溶出，但衛生署食品藥物管理局食品組長蔡淑貞表示，依過去2、3年的監測資料顯示，包裝瓶蓋的塑膠墊片不大可能溶出如此高量的塑化劑DINP。

鄰苯二甲酸二丁酯（DBP）
- 2011年6月1日，中油生技委外代工的柔顏膠囊食品被檢出2種塑化劑，其中DBP為首例，衛生機關正在追查是否有第三家塑化劑汙染食品源頭[71]。
而嘉義市衛生局發現，中油柔顏膠囊（美顏皙膠囊）產品檢出DEHP、DBP這兩種塑化劑，檢出值分別是2.3ppm、19ppm。另外台北衛生局也指出，「優活醫藥生技有限公司」自主送驗的「柔顏」膠囊也驗出DEHP 2.5ppm，DBP 24.6ppm。依據「食品器具容器包裝衛生標準」規定，DEHP塑化劑溶出現量是1.5ppm、DBP是0.3ppm，中油和優活相關膠囊在這兩項的檢出值都已超標，尤其是DBP超標63到82倍[72]。
- 林口長庚醫院臨床毒物科主任林杰樑說，國家衛生研究院等研究顯示，DBP對孕婦、兒童、少年的生殖危害大（會提高男童雌性化或生殖器畸形，生殖器官變短，對女童造成性早熟等風險）[73]。此常會出現在化妝品、保養品成份上面，現在膠囊食品的DBP檢出量高，超過食品容器污染的程度，極可能是惡性添加在食品內所致。

鄰苯二甲酸二異癸酯（DIDP）
- 2011年6月7日，葛蘭素史克藥廠（GSK）生產的抗生素「安滅菌」（Augmentin），被SGS驗出含有塑化劑DIDP。藥廠自稱，在台上市產品都經衛生署檢驗合格，但會把產品送請原廠及第三方單位進行檢驗。[74]香港衛生署亦驗出塑化劑DIDP，要求要求回收下架否則撤照。在香港要求下架之後，台灣衛生署亦態度轉硬，由原先的建議不使用，改為下架回收。

鄰苯二甲酸二正辛酯（DNOP）
- 2011年6月10日，統一企業的LP33膠囊，民眾親自送驗，被驗出含有塑化劑DEHP、DINP及DNOP，分別為53ppm、77.47ppm及7.71ppm。[33]

## 危害
根據中國醫藥大學研究顯示：台灣男嬰兒出生後，陰莖長度平均約2.9公分、5歲約5公分，各階段都相較西方白種人短0.5至0.7公分，研究團隊據此懷疑，除種族差異外，不能排除是“塑毒”遺害。中國醫藥大學附設兒童醫院小兒內分泌新陳代謝科主任王仲興研究了2001至2002年收治的2126名5歲以下男嬰及男童，逐一測量了其陰莖的長度，並與歐美白人高加索人種進行了對照，他的研究報告指出“台灣男嬰童平均陰莖長度，從小就比海外短0.5至0.7公分。”中國醫大附設兒童醫院院長彭慶添說，研究于10年前收案，對照含塑化劑食品使用至少10年，兩者間或有相關，希望進一步釐清。
此外，雖然環保署在事件爆發前尚未把DINP列為毒性化學物質，但還是不可添加在食品中。DINP主要危害男性生殖能力，影響男童性發育，讓陰莖變細、尿道下裂、睾丸下降不全。但促使女性性早熟。據稱，這就是導致台灣生育率低、不孕症增加等的直接原因。不僅如此，長期食用它會干擾人體內分泌，易罹患心血管、肝臟、泌尿、影響心臟功能，導致器官致癌。對人的免疫系統、消化系統都會造成慢性傷害。
DEHP為環境荷爾蒙的一種，DEHP被國際癌症研究機構認定為2B類致癌物，但WHO並不認為DEHP是致癌物質。環境荷爾蒙對人體的影響依年齡遞減，對胎兒和新生兒影響最大，孕婦尿液中塑化劑代謝物濃度越高，其生產男嬰生殖器官先天性異常風險越高。在胎兒發育階段，影響生殖系統發育及動物性別表現及中樞神經系統發展，孩童學習能力低落、注意力無法集中等。對成年人而言，環境荷爾蒙會降低免疫力，引發甲狀腺癌，並影響生育能力，增加攝護腺癌、乳癌、子宮內膜異位症的發生機率。
台灣環保署將DNOP列為第一類毒物（難分解物質）列管，DNOP會損害甲狀腺、肝腎功能，造成睪丸縮小，而且在人體內不易分解。

## 各界反應

### 臺灣
- 衛生署食品藥物管理局評價該位52歲女性的楊明玉技正對事件的追查的精神是「鍥而不捨」並對其授予兩大功獎勵、依法晉級1級、頒發1個月俸給獎金。行政院頒發公務員最高榮譽一等功績獎章，並加發20萬元獎金，以作為全體公務人員表率[84]。楊明玉被譽為「平民女英雄」，又自謙只是「她只是做每天該做的事，只是再多雞婆了點」，沒想到捅出了大案。[21][22]

- 國立臺灣大學公共衛生學院研究所教授吳焜裕2011年5月31日指出，人體在48至72小時間雖可排出塑化劑，但還是會有殘留，排出過程更會留下痕跡，對人體造成傷害。並呼籲門診醫師，要做好完整的問卷，紀錄民眾食用塑化劑的歷史，並且保存好血液樣本，長期追蹤，將來有一天，可以用檢測出某些「血液指標」，追究民眾食用塑化劑與疾病之間的關係。[85]
- DEHP被提高管制等級，其他塑化劑也在考慮中[86]。但由於有產品被驗出第一級毒物DNOP，因此僅是提高毒性等級的效益令人質疑。
- 塑膠的塑化劑滲出問題獲得重視，例如PET寶特瓶若多次重複使用或置於高溫（包括盛裝熱水）會溶出塑化劑，限用PVC及禁用PVC食品容器獲得更多支持。
- 部分食品業者商譽下跌，如統一企業。身為台灣最大食品業者，統一企業在2009年即於其網站公告的《統一企業社會責任報告書》中宣稱檢測包含法令尚未規範的塑化劑，但仍有產品在這次的事件中，有加入遭塑化劑污染的食品添加物[15]，LP33膠囊也發生自行送驗檢測結果不一，5月底送交台灣檢驗科技（SGS）檢驗報告指明送測粉末未含塑化劑後，統一公司即多次公開宣稱LP33產品未含塑化劑[87]，網路傳出消費者自行送驗LP33含塑化劑後，統一公司再度自行將LP33膠囊送交杜夫萊茵（TÜV Rheinland Aimex Ltd.）檢驗又驗出含塑化劑DEHP而下架銷毀[88]。統一企業大幅於臺灣各報刊登廣告，但並未向消費者表示歉意，僅強調每天持續追蹤，疑慮產品回收等，引發網友批評[89][90]。統一企業集團總裁林蒼生並於6月10日向媒體表示，不應聚焦在遭殃企業，這是整個社會的問題[91]，此外有消費者自費送驗LP33，驗出第一類管制毒化物DNOP[92]。
- 部分食品業者商譽提高，例如義美食品在三聚氰胺事件及此次事件中均不受影響[93][94]，總統馬英九都予以肯定[95]，因其重視原料品質優於成本考量的作法及不喜食品添加物的政策，而未於產品添加起雲劑，因此未被捲入塑化劑風暴中[96][97]，為國內少數未被捲入此事件的大型食品業者之一。但由於桃園縣認為義美檢驗室佔用河川地，在同月14日拆除義美檢驗室，將危及食品研究室所在的廠房，並使得檢驗工作中斷[98]。

- 小攤商、麵包店、早餐店受創最重，因為這些小資本公司沒有資源做好原料控管、難以建立公信力，很可能加劇食品業大者恆大的現象，擴大貧富差距及失業率；義美總經理高志明在向馬英九總統簡報時曾提到政府讓弱勢恐慌[99]。
- 現榨果汁大受歡迎，間接造成水果漲價[100]。
- 民主進步黨等在野黨要求馬政府以國安層級面對塑化劑污染造成的重大衝擊，也要求行政院長吳敦義不要只想選副總統而不認真應對污染事件，自由時報及司改會等認為中央大官太混（如黃世銘、曾勇夫、特偵組及邱文達），若他們出面整合，問題早就解決[101]（塑化劑污染造成的經濟衝擊很可能超過八八水災）。
- 塑化劑成為一個毒性指標：例如有醫學界及反菸團體指出，菸害甚於此次塑化劑的危害（DEHP的致癌性是非確定的2B、而二手菸則是確定會致癌，吸菸二手菸造成的陽痿問題也很嚴重，而且二手菸也造成非常多無辜受害者），但官方及一般人對菸害的反應卻太低規格，若依照處理塑化劑污染的規格、全面禁售香菸其實很合理。[102]
- 衛生署6月13日提出「五少五多」減塑撇步，例如：少塑膠、少香味、少加工食品、多蔬果、多喝水、多運動...等建議。[103]

#### 廠商回應
昱伸公司負責人賴俊傑之子賴昱伸是《台北時報》記者，主跑政治新聞。儘管有名嘴爆料宣稱賴昱伸不喝外面的飲料，但《中國時報》報導，多位記者同業就曾目睹賴昱伸喝珍珠奶茶，也前往便利商店買飲料，非名嘴爆料所言。
賴昱伸在臉書轉貼一篇歐洲塑化劑同業工會（ECPI）2000年的新聞稿指出，國際癌症研究中心（IARC）研究證實，DEHP塑化劑對人體不會產生致癌效果，IARC先前根據老鼠實驗，認為DEHP為「可能致癌物」，但IARC進一步最新研究發現，DEHP對老鼠的影響不會發生在人類身上，「這項結論是來自12國的28位專家，上周在法國里昂的一項會議所得出」，澄清事實。文章刊出後引發不同觀點：有人認為媒體可能被外界消息誤導，IARC此新聞稿並非支持昱伸將DEHP做為食品添加物的作法，也有人認為這種說法「就像菸商說香菸不會致癌」；還有人質疑他發表這些言論的目的性。當天中午後，賴昱伸刪除臉書上與其他記者的友情連結。
賴俊傑遭收押禁見後，得知黑心起雲劑在食品界影響甚巨，一度向辦案人員說：「若被判重刑，有機會將再做更大！」名牌食品、津津公司和美達食品採購員向檢方表示：「幫統一企業代工飲料，因起雲劑不夠用，統一『建議』向賓漢叫貨。」。
據NOWnews的專訪，昱伸員工表示賴俊傑30年來一心向佛，並稱賴俊傑深感化學香料對人體不好，前幾年已開始自行研發提煉天然香料，還抓兒子賴昱伸試吃、試口味，希望用天然香料取代化學品，因此賴俊傑也發願，以後要當義工，希望能用自己的專長，在食品香料界有一些貢獻。但於2011年7月4日彰化地方法院準備程序庭出庭時態度反覆，賴俊傑又辯稱不知塑化劑對人體有害被禁用，強調不是故意的，自認對社會的危害只有幾百萬而已。
賓漢公司負責人陳哲雄表示，自30多年前開業以來，起雲劑配方從來不含棕櫚油，送到衛生署檢驗的起雲劑也含有百分之十的塑化劑。於板橋地方法院開庭時表示不知DINP是塑化劑，有毒會危害人體，2011年9月辯論終結，檢方求處10年至25年重刑，訂10月28日下午宣判，統一企業向賓漢公司、陳哲雄提出新台幣7,340萬的民事求償，另千賓公司也求償485萬元。
2012年3月20日，臺灣高等法院審結，賓漢老闆陳哲雄13年、其妻王粉10年徒刑，罰金從一審判250萬元增為500萬元。
2012年10月5日，昱伸負責人賴俊傑15年有期徒刑，其妻簡玲媛徒刑12年，金童公司負責人潘淑蘭8年徒刑，昱伸需繳罰金2,400萬元、金童1,600萬元。

### 中國大陸
該事件引起中國大陆媒體高度關注，如《南方周末》此即有報導。中國大陆禁止進口近千項台灣塑化劑產品。

### 香港
香港浸會大學生物系抽取二百名香港市民的血液樣本進行化驗，結果發現99%的血液樣本中均驗出有“塑化劑”。這代表這類化學物料有可能一直存在於食物中，市民進食多時也不自知，而且有關物料易被人類接觸及吸收 。香港食物安全中心宣布，14日中午12時起，禁止輸入及在香港供應台灣的解渴誌沛力特電解運動飲品。飲品製造商名稱為泰華油脂工業股份有限公司，必須在卅天內回收市面上的該款飲品；此外，八個台灣生產的「莊家方塊酥」樣本，以及維力手打麵內附的麻油包都驗出塑化劑，必須停售。

### 泰國
- 2011年6月2日泰國唯一一家進口臺灣飲料的「天特全球公司」（TeamTec）共進口3款飲料，包括悅氏礦泉水、悅氏酸梅湯以及臺灣海洋深層水。其公司總經理黃建彰說，悅氏酸梅湯在臺灣檢驗通過未含塑化劑，但食品藥物管理局表示，泰方將進一步檢驗，在報告還未出爐前，要求他們暫時將酸梅湯從各大通路下架[120]。

### 菲律賓
- 2011年6月3日，貿易署及工業部（DTI）、食品和藥物管理局（FDA）、馬尼拉市政府人員，聯合巡查各雜貨店和超市，檢查從台灣進口的產品。[121]

### 英國
- 英國業者擔心會把含有塑化劑原料的飲品賣給了客人，消費者人心惶惶。[122]

### 美國
- 2011年6月2日臺灣駐美副代表李澄然今天表示，對臺製加工食品含有塑化劑案，已經向美國衛生部FDA通報20餘項產品，及美方4個主要進口商資料，未來也將持續更新通報內容[123]。除了一對一的單邊通報，臺灣也透過世界衛生組織（WHO）的多邊制，將訊息傳達給有關國家。

## 相關
- 台灣食品安全事件列表
- 台湾的食品安全
- 2008年中国奶製品污染事件
- 2013年臺灣食品安全問題事件
- 2013年台湾黑心食用油事件
- 2013年台湾毒麵包事件
- 2013年台湾毒澱粉事件
- 2014年台灣劣質油品事件
- 起雲劑
- 塑化劑
- 內分泌干擾素（環境荷爾蒙）
- 鄰苯二甲酸二甲酯 （DMP, dimethyl phthalate）
- 鄰苯二甲酸二(2-乙基己基)酯 （DEHP, di（2-ethylhexyl）phthalate）[124]）（衛生署列管1/6）[125]
- 鄰苯二甲酸二乙酯 （DEP, diethyl phthalate）[126]
- 鄰苯二甲酸二丁酯 （DBP, di-n-butyl phthalate）（衛生署列管3/6）
- 鄰苯二甲酸二正辛酯（DNOP, di-n-octyl phthalate）（衛生署列管4/6）
- 鄰苯二甲酸二癸酯（DIDP, diisodecyl phthalate）（衛生署列管6/6）
- 鄰苯二甲酸二異丁酯 （DIBP, di-isobutyl phthalate）
- 仿雌激素
- 雌性化

## 外部連結
- 臺灣與塑化劑議題相關之研究論文 （页面存档备份，存于） - 臺灣博碩士論文知識加值系統：自由的博碩士論文全文資料庫
- 塑化劑事件企業聲明 （页面存档备份，存于） - 臺灣法實證研究資料庫
- 起雲劑小檔案 - 自由時報
- 起雲劑遭塑化劑污染專區 （页面存档备份，存于） - 衛生福利部食品藥物管理署

### 相關新聞（台灣）
司法追溯
- 24H監控 昱伸未出貨 黃旭昇/新北市//中央社 2011/5/27 22:42.
- 塑化劑事件 檢方今查扣賓漢帳戶 王韋婷/中央廣播電台 2011/5/30 11:12.
- 板檢視訊賴俊傑 切割昱伸賓漢 王鴻國/新北市/中央社 2011/6/02 21:54.
- 塑化劑案賴俊傑求刑25年 衛生署：警惕不肖業者 鍾錦隆/彰化/中廣 2011/6/13 18:22.
- 昱伸負責人賴俊傑認錯 坦言對不起社會 陳沂庭/引述 2011/6/13 19:45.
- 動用千面人條款 金果王負責人求刑12年  張文川／台北 自由時報 2011/07/07
- 益生菌含塑 藥局先退款 求償卻敗訴 記者李信宏、鮑建信／綜合報導╱自由時報 2012-05-04 06:00
- 「食」在不安心 塑毒受害媽媽怒吼 （页面存档备份，存于） 新頭殼newtalk 2011.07.15 符芳碩/台北報導

檢測與防護
- 塑化劑事件對飲用水安全的認知 （页面存档备份，存于） 林龍億/台北/Pixnet Blog 2011/06/25.

稽查處理
- 黑心商每日最高罰千萬 可連罰 陳沂庭/中央廣播電台 2011/5/30 16:40.
- 5大類商品不下架 重罰150萬 王韋婷/中央廣播電台 2011/5/30 17:04.
- 終止塑化劑 31日零時全面稽查 鍾錦隆/中央廣播電台 2011/5/30 18:16.

### 相關新聞（美洲）
- 塑化劑危機 台灣處理明快 吳協昌 /洛杉磯/中央社 2011/6/02 06:54.